# Église de la Présentation-du-Christ-au-Temple de Čelinac
Pour les articles homonymes, voir Église de la Présentation-du-Christ-au-Temple.
L'église de la Présentation-du-Christ-au-Temple de Čelinac (en serbe cyrillique : Храм Сретења Господњег ; en serbe latin : Hram Sretenja Gospodnjeg) est située en Bosnie-Herzégovine, sur le territoire de la ville de Čelinac et dans la municipalité de Čelinac.